# Friedrich von Bülow (Oberst, 1774)
Friedrich Wilhelm Thomas Albrecht Arvegh Karl von Bülow (* 9. Dezember 1774 in Falkenberg; † 9. Mai 1865 in Berlin) war ein preußischer Oberst und Kommandant der Festung Cosel.

## Leben

### Herkunft
Er entstammt der Linie Plüskow aus dem Familie von Bülow. Seine Eltern waren August Christian von Bülow (* 1752; † 21. Januar 1794) und dessen Ehefrau Caroline Friederike, geborene von Brück aus dem Hause Niemegk. Der General der Infanterie Friedrich Wilhelm Bülow von Dennewitz war sein Onkel.

### Leben
Bülow besuchte das Berliner Kadettenhaus und wurde anschließend im Infanterieregiment „Alt-Bornstedt“ der Preußischen Armee angestellt. Er nahm 1794 während des Feldzuges in Polen am Gefecht bei Conin teil. Im Vierten Koalitionskrieg kämpfte er als Premierleutnant in der Schlacht bei Auerstedt, wurde dabei verwundet und geriet mit der Kapitulation von Erfurt kurzzeitig in Kriegsgefangenschaft. Anschließend schloss er sich dem Grenadierbataillon „von Waldenfels“ in Kolberg an und gehörte 1807 in der Stadt zu den Verteidigern der strategisch wichtigen Grenadierschanze. Dabei wurde Bülow erneut verwundet und für sein Verhalten mit dem Orden Pour le Mérite ausgezeichnet.
Nach dem Frieden von Tilsit wurde Bülow als Kapitän in das Leib-Infanterie-Regiment übernommen.
Während der Befreiungskriege stürmte er mit seinem Grenadierbataillon Halle, wo er am 2. Mai 1813 das Steintor mit eroberte und in die Stadt eindrang. Des Weiteren konnte es sich bei Dennewitz auszeichnen und erhielt das Eiserne Kreuz II. Klasse und den Orden der Heiligen Anna II. Klasse.
Am 3. Oktober 1815 avancierte Bülow zum Oberstleutnant sowie am 30. März 1819 zum Oberst. 1819 wurde er als Kommandant in die Festung Küstrin versetzt und am 19. Dezember 1828 zum Kommandanten von Cosel ernannt. Im Jahr 1831 wurde er wegen der Spätfolgen seiner Verwundungen pensioniert. Anschließend betätigte er sich als Schriftsteller. Im Jahr 1857 erhielt er anlässlich des 50. Jahrestages der Verleihung die Krone zum Orden Pour le Mérite.

### Familie
Er heiratete am 8. Dezember 1802 Wilhelmine Caroline von Enckevort (* 12. Januar 1786; † 9. Mai 1865). Das Paar hatte mehrere Kinder:
- Sophie Luise († jung)
- Hipolitha Sophie (* 19. Juli 1810; † 26. Januar 1879) ⚭ Hermann von Petersdorff (* 2. November 1800; † 6. August 1844), Herr auf Großenhagen
- Hugo Thomas Albrecht Arwegh (1821–1869), Konsul ⚭ 1856 Clotilde von Münchhausen (* 5. Dezember 1832; † 27. März 1891)
- Clara Sophie (* 22. Februar 1822)